# Список маршей протеста на Вашингтон
Список содержит описание крупных шествий, митингов и демонстраций в Вашингтоне.

## До 1900
- 30 апреля, 1894 — Армия Кокси. Марш протеста безработных под предводительством Якоба Кокси.

## 1900—1949
- 3 марта, 1913 — пятитысячный Марш суфражисток с требованием предоставить женщинам право голоса.
- 8 августа, 1925 — 35-тысячный марш сторонников Ку-клукс-клана.
- 7 марта, 1932 — Расстрел голодного марша в Детройте.
- 17 июня, 1932 — Бонусный марш. 20 000 ветеранов Первой мировой войны и членов их семей выступили с требованием досрочной выплаты пенсий (бонусов) от администрации президента Гувера. Демонстрация была разогнана армией.
- 6 октября, 1943 — Марш раввинов с требованием остановить уничтожение европейских евреев.

## 1950—1999
- 17 мая, 1958 — Паломничество за свободу. Первая крупная демонстрация движения за права чернокожих США.
- 28 августа, 1963 — Марш на Вашингтон за труд и свободу. Одна из крупнейших демонстраций, собравшая 200—300 тысяч человек. Здесь Мартин Лютер Кинг впервые произнёс свою знаменитую речь «У меня есть мечта»
- 17 апреля, 1965 — Марш протеста против войны во Вьетнаме. Первый антивоенный марш, собрал 25 тысяч человек.
- 27 ноября, 1965 — Марш протеста против войны во Вьетнаме.
- 16 мая, 1966 — Марш протеста против войны во Вьетнаме.
- 22 октября, 1967 — Поход на Пентагон.
- 15 января, 1968 — Джанет Рэнкин собрала 5000 женщин, выступивших с требованием возвращения войск из Вьетнама.
- 12 мая — 19 июня, 1968 — Кампания помощи беднякам, требующая от федерального правительства выделения 30 миллиардов долларов на борьбу с бедностью.
- 15 октября, 1969 — 200,000 демонстрантов выступили против войны во Вьетнаме.
- 15 ноября, 1969 — Национальный мобилизационный комитет по окончании войны во Вьетнаме собрал 600 тысяч демонстрантов.
- 9 мая, 1970 — 100 тысячные протесты, вызванные расстрелом в Кентском университете и вторжением в Камбоджу.
- 26 августа, 1970 — крупнейшее женская демонстрация за права женщин, собравшая тысячи демонстрантов в Вашингтоне и миллионы по всей стране.
- 19 апреля, 1971 — Операция POW. Керри, Джон Форбс и 2000 ветеранов под попытались разбить лагерь на деревенском поле Лексингтона.
- 24 апреля, 1971 — 500-тысячная антивоенная демонстрация.
- 3 мая, 1971 — 35 тысяч демонстрантов попытались заблокировать работу федерального правительства.
- 22 января, 1973 — Марш за жизнь. Ежегодная демонстрация, посвященная делу Роу против Уэйда, когда Верховный суд США признал законы, запрещающие аборты во время первых шести месяцев беременности, не конституционными. Обычно собирает 100—300 тысяч демонстрантов.
- 27 апреля, 1974 — 10-тысячный марш с требованием импичмента президента Никсона
- 9 июля, 1978 — 100 тысячный марш против половой дискриминации.
- 11 июля, 1978 — Тысячи коренных американцев вышли с требованиями уважать и защищать традиционные верования индейского народа. Результатом стало принятие Американского акта о религиозной свободе индейцев, эскимосов и др. коренных народов США.
- 5 февраля, 1979 — 6000 фермеров приехали на тракторах в Вашингтон в знак протеста против американской сельскохозяйственной политики
- 14 октября, 1979 — Национальный марш на Вашингтон за права геев и лесбиянок. Первый марш за права сексуальных меньшинств собрал 100 тысяч человек.
- 19 сентября, 1981 — Марш солидарности. Организованный AFL-CIO марш протеста против рабочей и внутренней политики Рейгана собрал 260 тысяч человек.
- Август, 1983 — Марш на Вашингтон, посвященный двадцатилетию речи Мартина Лютера Кинга «У меня есть мечта».
- 1 марта to 15 ноября, 1986 — Марш мира за всеобщее ядерное разоружение.
- 11 октября, 1987- Второй национальный марш на Вашингтон за права геев и лесбиянок собрал 500 тысяч человек, выступавших в защиту прав сексуальных меньшинств и борьбу против распространения СПИДа.
- 6 декабря 1987 года — Воскресенье свободы для советских евреев[англ.] — 250 000 человек приняли участие в митинге округа Колумбия, который требовал от советского правительства разрешения еврейской эмиграции из СССР. Митинг прошел перед встречей Генерального секретаря ЦК Коммунистической партии Советского Союза Михаилом Горбачёвым и президентом США Рональдом Рейганом.
- 19 января и 26 января, 1991 — Марш против войны в Персидском заливе собрал 250 тысяч человек.
- 25 апреля, 1993 — марш на Вашингтон за права и свободу геев, лесбиянок и бисексуалов собрал 300 тысяч человек.
- 16 октября, 1995 — Марш миллиона черных мужчин, 400 тысяч демонстрантов.
- 12 октября, 1996 — марш за права иммигрантов.

## После 2000
- 14 мая, 2000 — Марш миллиона мам против вооруженного насилия
- 16 октября, 2000 — Марш миллиона семей
- 26 октября, 2002 — один из первых протестов против войны в Ираке собрал 100 тысяч человек
- 17 октября, 2004 — Марш миллиона рабочих
- 20 января, 2005 — протесты против инаугурации Дж. Буша на второй срок
- 24 сентября, 2005 — протесты против войны в Ираке
- 19 июля, 2008 — Проект Чанология, протест против Церкви саентологии
- 12 сентября, 2009 — Марш налогоплательщиков на Вашингтон[англ.]. 1,5-2 миллиона американцев протестовали. Городская мэрия заявила, что это было самая большая демонстрация в истории Вашингтона.
- 11 октября, 2009 — Национальный марш за равноправие ЛГБТ.
- 21 января, 2017 — Женский марш на Вашингтон[1]. Целями марша были защита прав женщин, рабочих и ЛГБТ, протест против президента Дональда Трампа, его иммиграционной реформы, исламофобии и расизма. Протесты прошли по всему миру: в Вашингтоне протест собрал около 500 тысяч человек, в мире — 4 миллиона человек.